# Chrysopa cymantis
Chrysopa cymantis is een insect uit de familie van de gaasvliegen (Chrysopidae), die tot de orde netvleugeligen (Neuroptera) behoort. 
Chrysopa cymantis is voor het eerst wetenschappelijk beschreven door Banks in 1944.